# Saint-Briac-sur-Mer
Saint-Briac-sur-Mer è un comune francese di 2 036 abitanti situato nel dipartimento dell'Ille-et-Vilaine nella regione della Bretagna.

## Società

### Evoluzione demografica
Abitanti censiti